# Комитеты народного сопротивления
Комите́ты наро́дного сопротивле́ния (сокращённо КНС, араб. لجان المقاومة الشعبية‎, Лиджа̄н аль-Мук̣а̄вама аль-Шаʿбийя) — коалиция различных палестинских военизированных организаций, выступающих против линии мирного урегулирования, проводимой Палестинской национальной администрацией и организацией «ФАТХ» в отношении Израиля. Проявляют активность в секторе Газа, имеют собственное военное крыло под названием «Бригады Аль-Насер Салах аль-Дин». Признаны террористической организацией в Израиле и США.
КНС созданы в конце 2000 года Джамалем Абу Самхаданом, бывшим членом организации «Танзим» (военного крыла «ФАТХ»). Состоят в основном из бывших боевиков «ФАТХ» и «Бригад мучеников аль-Аксы». По данным Израиля, КНС черпают вдохновение и получают финансовую и материальную поддержку со стороны ливанской организации «Хезболла» (в частности имеют флаг, схожий с флагом этой организации).
В настоящий момент, наряду с группировкой «ХАМАС», являются одним из главных противников Израиля в секторе, ответственными за теракты и обстрелы территории Израиля из сектора Газа.

## Террористическая деятельность
«Комитеты народного сопротивления» обстреливали автобусы и автомобили в секторе Газа, а также обстреливали из миномётов поселения Ацмон, Кфар-Даром, Нецер Хазани.